# Liste der Kulturgüter in Kallnach
Die Liste der Kulturgüter in Kallnach enthält alle Objekte in der Gemeinde Kallnach im Kanton Bern, die gemäss der Haager Konvention zum Schutz von Kulturgut bei bewaffneten Konflikten, dem Bundesgesetz vom 20. Juni 2014 über den Schutz der Kulturgüter bei bewaffneten Konflikten sowie der Verordnung vom 29. Oktober 2014 über den Schutz der Kulturgüter bei bewaffneten Konflikten unter Schutz stehen.
Objekte der Kategorien A und B sind vollständig in der Liste enthalten, Objekte der Kategorie C fehlen zurzeit (Stand: 29. Februar 2024). Unter übrige Baudenkmäler sind geschützte Objekte zu finden, die im Bauinventar des Kantons Bern als «schützenswert» verzeichnet sind.

## Kulturgüter
| Foto | | Objekt                                                                     | Kat. | Typ | Standort                      | Beschreibung |
| ---- | -------------------------------------------------------------------------------------------------- | -------------------------------------------------------------------------- | ---- | --- | ----------------------------- | --- |
| BW   | Datei hochladen · Wikidata zu Römisches Gebäude / Frühmittelalterlicher Friedhof (Q111629004)      | Bergweg, römisches Gebäude / frühmittelalterlicher Friedhof KGS-Nr.: 16531 | A    | F   | Bergweg 584480 / 208040       | |
| BW   | Datei hochladen · Wikidata zu Challnechwald, eisenzeitliche Grabhügel - Teil Kallnach (Q117038069) | Challnechwald, eisenzeitliche Grabhügel KGS-Nr.: 16532                     | A    | F   | Challnechwald 583515 / 205506 | Objekt liegt auf dem Gemeindegebiet von Kallnach (KGS-Nr. 16532) und von Fräschels im Kanton Freiburg (Nr. 16755) |
| ja   | Datei hochladen · Wikidata zu Reformierte Kirche (Q29676057)                                       | Reformierte Kirche KGS-Nr.: 00968                                          | B    | G   | Kirchweg 7 584625 / 207465    | In den Jahren 1607 bis 1627 anstelle einer mittelalterlichen Kapelle erbautes Kirchengebäude im spätgotischen Stil. Schlicht gehaltene Landkirche unter Vollwalmdach mit polygonalem Chor, Dachreiter und jüngerem westseitigem Anbau. Im Innern einschiffiger, flach gedeckter Raum mit Chorbogen und Empore aus dem späten 19. Jahrhundert sowie Spätrenaissance-Holzkanzel. |

## Übrige Baudenkmäler
Hinweis: Anstelle der KGS-Nummer wird als Objekt-Identifikator (ID) die Grundstücksnummer verwendet.
| ID   | Foto |                                                                | Objekt                                                    | Typ | Standort                                 | Beschreibung |
| ---- | ---- | -------------------------------------------------------------- | --------------------------------------------------------- | --- | ---------------------------------------- | ------------ |
| 13   | ja   | Datei hochladen · Wikidata zu Kraftwerk Kallnach (Q1532415)    | Alte Zentrale des Elektrizitätswerks Kallnach (1909–1913) | G   | Römerstrasse 34 583994 / 207842          |              |
| 17   | BW   | Datei hochladen                                                | Pfarrhaus (1619–1621)                                     | G   | Kirchweg 5 584643 / 207517               |              |
| 17   | BW   | Datei hochladen                                                | Kellerstock, Ofen- und Waschhaus (1752)                   | G   | Kirchweg 5a, 5c 584654 / 207501          |              |
| 17   | BW   | Datei hochladen                                                | Pfrundscheune (1732)                                      | G   | Kirchweg 5b 584658 / 207520              |              |
| 45   | BW   | Datei hochladen                                                | Bauernhaus (1853)                                         | G   | Mitteldorf 10 584521 / 207745            |              |
| 151  | ja   | Datei hochladen · Wikidata zu Gemeindehaus (1928) (Q124705935) | Gemeindehaus (1928)                                       | G   | Schmittenrain 2 584593 / 207474          |              |
| 266  | ja   | Datei hochladen                                                | Ofenhaus (1797)                                           | G   | Golaten, Dorfstrasse 41a 585244 / 203972 |              |
| 361  | BW   | Datei hochladen                                                | Ehemaliges Bauernhaus (1774)                              | G   | Kirchweg 6 584616 / 207539               |              |
| 376  | BW   | Datei hochladen                                                | Ofenhaus (frühes 19. Jh.)                                 | G   | Gimmerz 25a 584724 / 208138              |              |
| 487  | ja   | Datei hochladen                                                | Gasthof zum weissen Kreuz (1805)                          | G   | Mitteldorf 16 584518 / 207699            |              |
| 487  | BW   | Datei hochladen                                                | Kreuzstock (1839)                                         | G   | Mitteldorf 18 584492 / 207703            |              |
| 498  | BW   | Datei hochladen                                                | Ehemaliges Bauernhaus (1804)                              | G   | Gimmerz 13 584655 / 208050               |              |
| 505  | BW   | Datei hochladen                                                | Bauernhaus (1740)                                         | G   | Oberfeld 11 584448 / 207403              |              |
| 590  | BW   | Datei hochladen                                                | Gasthof Sternen (1933)                                    | G   | Mitteldorf 2 584607 / 207872             |              |
| 669  | BW   | Datei hochladen                                                | Bauernhaus (1903)                                         | G   | Buttenrain 12 584572 / 207255            |              |
| 793  | BW   | Datei hochladen                                                | Ehemalige Getreidemühle mit Ökonomieteil (1863)           | G   | Mühlegasse 14 584579 / 208081            |              |
| 867  | BW   | Datei hochladen                                                | Stöckli (um 1840)                                         | G   | Ammengasse 6 584396 / 207367             |              |
| 889  | BW   | Datei hochladen                                                | Ehemaliges Bauernhaus (1782)                              | G   | Gimmerz 19 584706 / 208076               |              |
| 1018 | BW   | Datei hochladen                                                | Bauernhaus (1877)                                         | G   | Mitteldorf 24 584535 / 207543            |              |